# Стіл для зустрічей Володимира Путіна

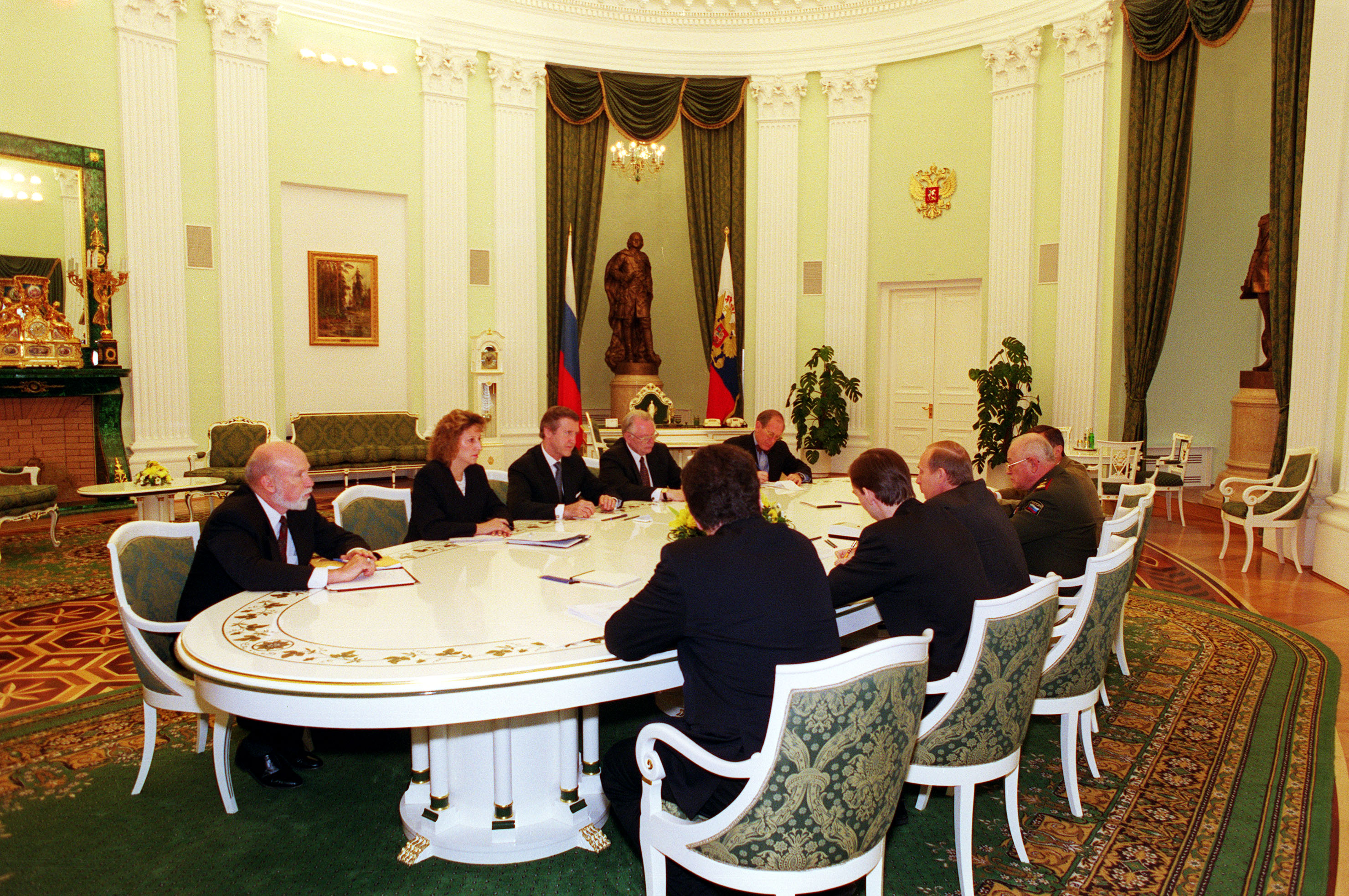
Стіл, який використовував президент Російської Федерації Володимир Путін у 2000 році

Стіл для зустрічей Володимира Путіна — це білий овальний стіл з бука, що був встановлений у Кремлі наприкінці 1990-х років, до президентства Путіна, і став інтернет-мемом під час російсько-української війни через велику відстань, на якій перебувають співрозмовники за ним.

## Характеристики
Повідомляється, що стіл має довжину 6 метрів (20 футів), виготовлений з одного листа альпійського бука, який підтримується на трьох порожнистих дерев'яних підставках. Він покритий білим левкасом із малюнком і позолочений збоку. Був встановлений у Кремлі наприкінці 1990-х років під час президентства Бориса Єльцина.

## Авторство
Італійський сімейний бізнес під назвою OAK Furniture з Канту стверджував, що зробив стіл у рамках великого замовлення, обставляючи кімнати в Кремлі між 1995 і 1997 роками; і має зображення столу в книзі, виданій у 1999 році. Цей стіл є унікальним виробом.
Однак іспанський столяр на пенсії Вісент Зарагоза повідомляє, що це він відправив стіл до Кремля близько 2005 року.

## Історія мему
У 2022 році президент Російської Федерації Володимир Путін використовував стіл під час зустрічей з Емманюелем Макроном і Олафом Шольцом. Путін був зображений сидячим в одному кінці дуже довгого білого столу зустрічі, а інші учасники сидять далеко від нього в іншому кінці. Путін також був зображений на подібних віддалених зустрічах зі своїми чиновниками за іншими довгими столами. Під час російського вторгнення в Україну 2022 року стіл став предметом численних інтернет-мемів.
Існують припущення, що Путін використовує такий довгий стіл, щоб залякати або спроєктувати образ влади, або боячись заразитися COVID-19. Путін був сфотографований на зустрічі в безпосередній близькості з Сі Цзіньпіном в той же період.